# 도리야정
도리야정(鳥屋町)은 이시카와현 노토지방에 있던 정이다.
2005년 3월 1일, 인접한 가시마정·가사이정과의 합병으로 나카노토정이 되었다.

## 지리
노토 반도의 중간쯤에 위치하였다

## 역사
- 1889년 4월 1일 - 정촌제 시행과 함께 도리야촌이 성립하였다.
- 1939년 11월 3일 - 정으로 승격해 도리야정이 되었다.
- 1954년 3월 31일 - 소마촌의 일부를 편입하였다.
- 2005년 3월 1일 - 가시마정, 로쿠세이정과 합병해 나카노토정이 되었다.

## 교통

### 철도
- 서일본 여객철도 나나오 선

### 도로
- 국도 159호선